# ژاو جانگ
ژاو جانگ (به چینی: 肖钢) (زاده ۱۹۵۸) بانکدار و مدیر اجرایی چینی است، که در حال حاضر به‌عنوان رئیس هیئت مدیره بانک چین فعالیت می‌کند.